# Ангинозная боль
Ангинозная боль (от лат. ango «сжимаю, сдавливаю, душу») — характерный вид боли, являющийся основным симптомом стенокардии напряжения, покоя и инфаркта миокарда. Возникает в результате острого кислородного голодания сердечной мышцы или её участка, чаще всего из-за перекрытия коронарного сосуда атеросклеротической бляшкой.
Чаще всего характеризуется как давящая, жгучая или сжимающая боль за грудиной и в области сердца, сопровождаемая чувством тяжести (кирпич на груди), одышкой и страхом смерти. Нередко боль иррадирует (отдаёт) в левую руку, а также шею, лопатку, челюсть, что обусловлено особенностями иннервации сердца. Характерный жест при болях — ладонь, сжимающаяся у грудины. Иногда приступ ощущается как давление внутри, сжатие в груди или давление на неё. Сила боли различна, но важно, что даже не сильным ангинозным болям свойственно ощущение страха смерти.
Ослабление и постепенное исчезновение боли при стенокардии обычно наступает после прекращения физической нагрузки или приёма нитропрепаратов. Ангинозная боль ощущается от 5 до 15−20 минут. Приступы меньше одной минуты для стенокардии не типичны. Приступ длительностью более 30 минут с большой вероятностью указывает на острый инфаркт миокарда.